# マティアス・キブルツ
マティアス・キブルツ（Matthias Kyburz、1990年3月5日 - ）は、スイスのオリエンテーリング選手。アールガウ州のラインフェルデン出身。ジュニア選手権（JWOC）、ヨーロッパ選手権（EOC）、ワールドカップ、そして世界選手権（WOC）で優勝した経験を持つ。所属クラブはスイスのOLK Fricktal。

## 世界の舞台において
ジュニア選手権出場資格を有する2010年に出場したワールドカップの総合成績は35位と決して高い順位ではなかったが、シニア選手として臨んだ2011シーズンのワールドカップでは、フィンランドのポルヴォ―で開催された初戦で勝利を果たすと、その後2度銅メダルを獲得し、総合成績ではダニエル・フブマン、ティエリー・ジョルジュ、マティアス・メルツに続く4位となった。また同年、フランスのエクス＝レ＝バンで開催されたWOCではスプリント種目に出場し予選を通過、決勝では20位となった。
翌年の2012年にはEOCのリレー種目で優勝すると、母国スイスはローザンヌで開催されたWOC2012のスプリント種目で優勝、マティアス・メルツとマティアス・ミュラーがそれに続き、表彰台をスイスチームで独占した。
2013年にはコロンビアのカリで開かれたワールドゲームズにも出場し、全種目で金メダルを獲得する大活躍を見せた。

## ジュニア時代
キブルツもジュニア時代からその頭角をあらわしており、2008年にスウェーデンのヨーテボリで開催されたJWOCへ出場すると、スプリント種目で4位入賞、ロング種目では銅メダルを獲得するなどの活躍を見せた。翌年、イタリアのプリミエロで開催されたJWOC2009ではスプリント種目で優勝を果たす。